# Concerto pour alto (Bartók)
Pour les articles homonymes, voir Concerto pour alto (homonymie).
 (janvier 2013).
Si vous disposez d'ouvrages ou d'articles de référence ou si vous connaissez des sites web de qualité traitant du thème abordé ici, merci de compléter l'article en donnant les références utiles à sa vérifiabilité et en les liant à la section « Notes et références ».

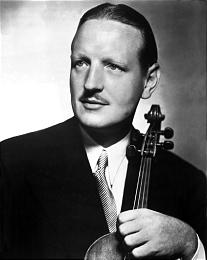
William Primrose

Le Concerto pour alto Sz. 120, BB 128 de Béla Bartók fut composé en juillet-août 1945, à Saranac Lake dans l'État de New York, alors que le compositeur était en phase terminale d'une leucémie. Avec son Troisième Concerto pour piano, c'est sa dernière œuvre, qu'il laissa inachevée à sa mort.

## Historique
Le concerto est une commande de l'altiste écossais William Primrose.
Le concerto fut créé le 2 décembre 1949 par l'Orchestre symphonique de Minneapolis dirigé par Antal Doráti, William Primrose assurant la partie soliste.

## Versions
Inachevé, le concerto a été complété une première fois en 1949 par un élève et ami proche de Bartók, Tibor Serly. Cette version présente quelques erreurs, en particulier dans le final, où une mauvaise interprétation des manuscrits de Bartók conduit Serly à écrire dans la mauvaise tonalité. Serly a également dirigé une édition des manuscrits originaux du concerto.
En 1995, Peter Bartók, le fils du compositeur, avec Paul Neubauer et Nelson Dellamaggiore, a complété une nouvelle fois le concerto, en repartant des manuscrits de Bartók. Le final est cette fois corrigé (la mesure 114 module en la , alors que Serly restait en la ) :

« La section précédente — jusqu'à la mesure 110 — se termine en la ; les mesures 111 à 114 sont une transition aboutissant à la  mesure 114. Jusqu'à ce point, le dernier mouvement est de caractère Roumain, mais ce caractère change mesure 114, quand l'orchestre accompagne par un bourdonnement de la  et mi  et qu'un nouveau motif est introduit. »

— (en) Peter Bartók, « The Principle Theme of Béla Bartók's Viola Concerto », Studia Musicologia Academiae Scientiarum Hungaricae, vol. 35, nos 1/3,‎ 1993-1994, p. 45-50.

## À propos de la musique
Le concerto est harmoniquement plus classique que les pièces précédentes de Bartók.
On y trouve plusieurs exemples de développement mélodique, dont Bartók était passé maître. Ainsi, la ligne mélodique à l'alto qui ouvre le premier mouvement revient à plusieurs reprises au cours de ce mouvement, sans jamais présenter le même aspect : elle est inversée, développée, étendue, sans pour autant être défigurée.
La variations de tempo sont nombreuses, créant des effets de surprise.
On trouve dans le final, après la modulation en la , un motif issu de la chanson écossaise Gin a Body Meet a Body, Comin' Thro' the Rye. Il s'agit probablement un clin d'œil au fait que le commanditaire, William Primrose, était lui-même écossais.

### Structure
1. Moderato
2. Adagio religioso
3. Allegro vivace

## Discographie
- Hong-Mei Xiao, orchestre dirigé par János Kovács,  Naxos – 8.554183, 1998.  Sur cet enregistrement figurent les versions de Tibor Serly et de Peter Bartók.

### Version deTibor Serly
- William Primrose, Orchestre royal du Concertgebouw dirigé par Otto Klemperer, Archiphon, 1992. Enregistrement en concert du 10 janvier 1951.
- Yehudi Menuhin, New Philharmonia Orchestra dirigé par Antal Doráti, His Master's Voice – ASD 2323, 1967 (réédition EMI, 1991).
- Rivka Golani, Budapest Symphony Orchestra dirigé par Andras Ligeti, Conifer CDCF-189, 1990.
- Kim Kashkashian, Netherlands Radio Chamber Orchestra dirigé par Péter Eötvös, ECM 1711, 2000.

### Version de Peter Bartók
- James Ehnes, Orchestre philharmonique de la BBC dirigé par Gianandrea Noseda, Chandos CHAN 10690, 2011.